# Euphorbia sessei
Euphorbia sessei är en törelväxtart som beskrevs av Robertus Cornelis Hilarius Maria Oudejans. Euphorbia sessei ingår i släktet törlar, och familjen törelväxter.
Artens utbredningsområde är Kuba. Inga underarter finns listade i Catalogue of Life.